# Repubblica Sovietica di Brema
La Repubblica Sovietica di Brema fu una repubblica proclamata nel corso della Rivoluzione di novembre tra il 10 gennaio 1919 e il 4 febbraio 1919 a Brema. Fu preceduta dalla presa del potere da parte di un consiglio di operai e soldati il 6 novembre 1918.

## Rivoluzione e formazione del Consiglio dei lavoratori e dei soldati
La mattina del 6 novembre 1918, una delegazione dei marinai di Kiel arrivò all'AG Weser in cui chiesero ai lavoratori il sostegno per la creazione del Consiglio dei lavoratori e dei soldati a Kiel, e della liberazione di 230 membri della Marina imprigionati nel carcere di Oslebshausen. Subito dopo fu stabilito un contatto tra i soldati di Neustadt e i membri della Marina alla stazione dei treni, dove fondarono un consiglio di soldati. Il Consiglio dei soldati doveva prendere il comando delle unità a Brema. Verso mezzogiorno, operai e soldati manifestarono nella piazza del mercato di Brema. In serata Adam Frasunkiewicz chiese la formazione di un consiglio di operai e di soldati dal balcone del municipio di Brema.

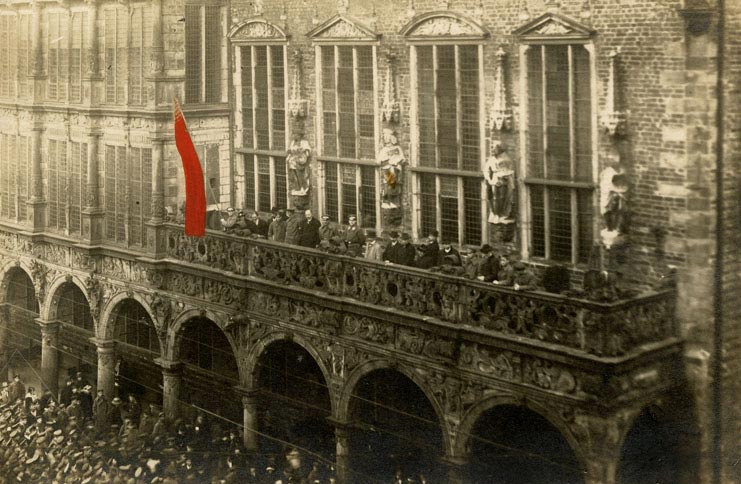
L'annuncio della presa del potere da parte del Consiglio dei lavoratori e dei soldati il 15 novembre 1918 presso il municipio di Brema

Un comitato d'azione fu formato da tre rappresentanti di sinistra ( Hans Brodmerkel, Adolf Dannat, Alfred Stockinger ) e quattro rappresentanti dell'USPD ( Alfred Henke, Adam Frasunkiewicz, Karl Herold, Emil Sommer ). Dopo le elezioni del 7 novembre, il comitato fu ampliato per includere altri membri e fu formato il Consiglio dei lavoratori e dei soldati di Brema con 210 membri come legislature e 250 membri come organo di controllo.
Il 14 novembre Alfred Henke annunciò che il Consiglio dei lavoratori e dei soldati avrebbe preso il potere e che il Senato e il Parlamento si sarebbero sciolti. Il giorno dopo alle 11 annunciò pubblicamente la presa del potere dal balcone del municipio di Brema.

## Proclamazione della Repubblica Sovietica
A causa delle controversie con l'amministrazione e delle elezioni, il KPD organizzò una grande manifestazione per il pomeriggio del 10 gennaio 1919. Una delegazione di nove membri fu inviata al Comitato d'azione. Poco dopo, Frasunkiewicz proclamò la Repubblica socialista di Brema, dichiarando la destituzione definitiva del Senato, della cittadinanza e delle delegazioni. I membri dell'MSPD furono espulsi dal consiglio dei lavoratori e sostituiti da trenta rappresentanti ciascuno dell'USPD. L'armamento della classe operaia doveva essere avanzato, la borghesia doveva essere disarmata e si doveva costituire un Consiglio dei Commissari del popolo. I manifestanti infine occuparono l'edificio sindacale e confiscarono i fondi per la Repubblica Sovietica.
In serata, il Consiglio dei rappresentanti del popolo e il successore al Senato fu formato da tre rappresentanti del Consiglio dei soldati, tre dell'USPD e tre del KPD. Come misure ordinarono: il disarmo della borghesia, la censura dei giornali borghesi e la legge marziale in caso di saccheggio.

### Crisi finanziaria ed economica della repubblica
La situazione economica e finanziaria era pessima. Il 12 gennaio, il direttore del tesoro generale informò il presidente del Commissariato del popolo che i fondi erano disponibili solo per due settimane. A causa della dipendenza della città dalle forniture provenienti dall'area circostante, l'emissione di denaro fu esclusa poiché, in caso di dubbio non sarebbe accettata nell'area circostante. Anche le riserve auree delle banche di Brema, che non erano state confiscate o espropriate, non erano particolarmente estese. Una corrispondente espropriazione sarebbe stata solo una soluzione a breve termine. Il governo del consiglio dipendeva in gran parte dallo strumento di finanziamento del prestito.
Il 16 gennaio, le banche Landesbanken e Berlino annunciarono che Brema non avrebbe più ricevuto prestiti da loro. Nei negoziati del 18 gennaio 1919, le banche di Brema dichiararono di non avere fiducia anche nel nuovo governo di Brema e posero come condizione per ulteriori prestiti e la necessità di un organo rappresentativo eletto. Il 20 gennaio si confermò e si chiese che fosse ripristinata la delegazione finanziaria che lo stato aveva imposto da quando aveva censurato la stamperia borghese.

## Fine della Repubblica Sovietica

### Schiacciamento militare della Repubblica Sovietica
Già prima della proclamazione della Repubblica Sovietica, i rappresentanti dell'economia di Brema avevano contattato il governo del Reich e chiesto l'intervento militare contro la rivoluzione. All'inizio, il governo del Reich non si vedeva nella posizione di intraprendere un'azione militare. Dopo l'insurrezione a Berlino, le truppe regolari furono riunite a Verden il 29 gennaio 1919 come "Division Gerstenberg" sotto il colonnello Wilhelm Gerstenberg che era stato incaricato di svolgere l'operazione militare il 27 gennaio con i Freikorps Caspari, circa 600 volontari sotto il maggiore Walter Caspari.

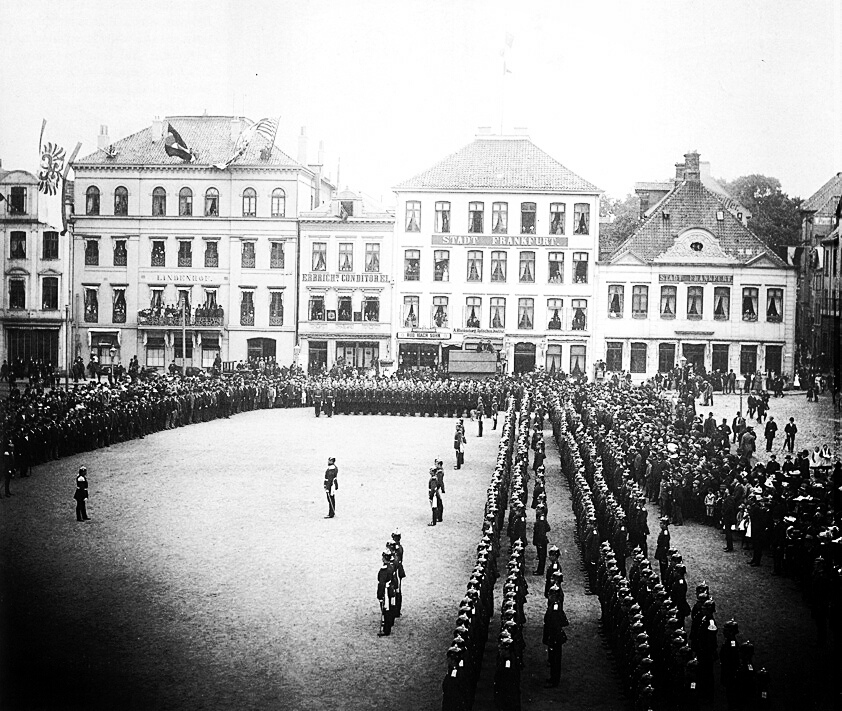
Il 75º reggimento di fanteria in fila nel 1891 sul Domshof

La trattativa si svolse il 29 gennaio. Nella notte del 30 gennaio, al governo sovietico fu chiesto di disarmare i lavoratori. I rappresentanti del governo del consiglio ignorarono la richiesta di Verden il 1º febbraio e decisero riarmare il 75º reggimento di fanteria e di lasciargli il compito di mantenere la sicurezza interna.
Un altro tentativo di negoziato da parte del governo del consiglio il 3 febbraio non aveva avuto successo, poiché Gustav Noske, aveva già dato l'ordine di schiacciare la repubblica. Noske temeva la perdita di autorità del governo imperiale in tutto l'impero se l'autorità governativa non fosse stata applicata a Brema.
La Repubblica Sovietica non aveva piani di difesa concreti. Mentre le truppe governative stavano ancora penetrando a Brema, si tenevano dibattiti corrispondenti sulla questione delle armi e delle difese alternative. Sebbene i consigli dei lavoratori e dei soldati di: Bremerhaven, Cuxhaven, Oldenburg e Amburgo avessero espresso la loro solidarietà, a Brema arrivarono aiuti militari efficaci. Alcune centinaia di volontari ad Amburgo sotto Ernst Thälmannsi si erano riuniti per raggiungere Brema. I 150 volontari di Bremerhaven arrivarono solo dopo la fine dei combattimenti e dovettero fuggire.
La divisione di Gerstenberg e dei Freikorps Caspari marciarono a destra e a sinistra lungo l'Aller e il Weser. L'attacco iniziò il 4 febbraio alle 10:15 sulla riva sinistra del Weser. Ne seguì una resistenza sostanziale ma non coordinata, in cui furono uccisi 24 soldati governativi e 28 lavoratori armati, ed anche 29 civili.

## Commemorazione

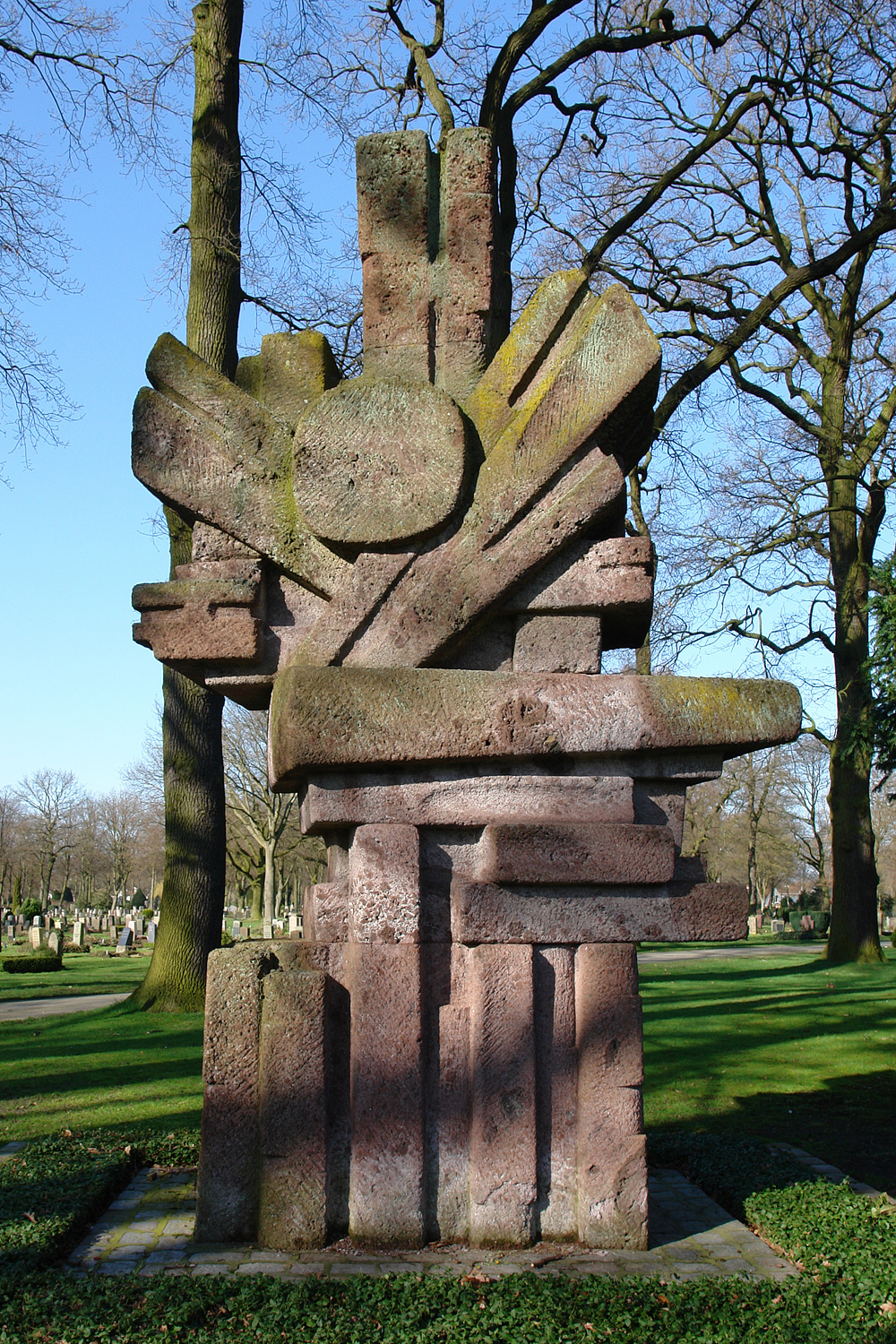
Il memoriale di oggi per coloro che sono morti difendendo la Repubblica Sovietica di Brema

### Commemorazione per i Difensori della Repubblica Sovietica
Durante il periodo di Weimar, il 4 febbraio si tenevano ogni anno eventi commemorativi per coloro che morirono per difendere la Repubblica Sovietica. Nel 1922 fu eretto presso la fossa comune il memoriale “ Pietà ” progettato da Bernhard Hoetger per i difensori caduti della Repubblica Sovietica, inaugurato il 18 giugno 1922, su donazioni private. Questo memoriale fu distrutto il 30 gennaio 1933, il giorno in cui il regime nazista salì al potere. Dopo la fine dell'era nazista a Brema, nel 1949 si svolsero nuovamente eventi commemorativi nel Waller Friedhof.
Alla fine degli anni '60 fu costituita un'iniziativa dell'SPD e del DKP precedentemente perseguitati per erigere ancora una volta un memoriale per i lavoratori uccisi in difesa. Nel 1972 fu eretto un nuovo monumento progettato da Georg Arfmann. In questo memoriale si tengono ancora eventi commemorativi annuali per le persone uccise in difesa della Repubblica Sovietica di Brema. Gli eventi commemorativi sono organizzati dall'Associazione delle vittime del regime nazista in occasione dell'anniversario della soppressione della Repubblica Sovietica, dai sindacati e dai gruppi di sinistra. Dalla metà degli anni '90, socialdemocratici e comunisti commemorano la soppressione della Repubblica Sovietica di Brema.

#### 90º anniversario
Il 1 ° febbraio 2009, il DGB Brema ha tenuto una cerimonia di commemorazione per celebrare il 90º anniversario della Repubblica Sovietica di Brema. Il relatore principale è stato l'ex sindaco di Brema, Hans Koschnick. L'8 febbraio 2009, più di 150 partecipanti hanno preso parte a un'altra cerimonia di commemorazione presso il memoriale del cimitero, organizzata da un'alleanza per unire i perseguitati dal regime nazista. Ci furono anche numerose conferenze e altri eventi a Brema per celebrare il 90º anniversario della soppressione della Repubblica.